# ヴァルター・マックス・ツィンマーマン
ヴァルター・マックス・ツィンマーマン (Walter Max Zimmermann, 1892年5月9日 – 1980年6月30日)は、ドイツの植物学者。姓はチンメルマンとも表記される。維管束植物の初期進化について主要な段階を包括的にまとめあげ、テローム説の提唱者として知られている。ほかにも、進化速度や形質進化 (character phylogeny)について考え、基本的な方法論的諸問題に取り組んだ。

## 略歴
ツィンマーマンは1892年5月9日、ドイツのヴァルデュルンに生まれた。 はじめ1910年にカールスルーエ大学に入学し、1911年にフライブルク大学に転入した。その後フリードリヒ・ヴィルヘルム大学とミュンヘン大学を転々と移り、第一次世界大戦で従軍後、再びフライブルク大学に戻って1920年に博士号を取得し植物学研究所助手となった。1925年から1929年まで、テュービンゲン大学で個人講師として、続いて1959年まで助教授として、そして1959年から亡くなる1980年まで教授として働いた。
様々な賞などが授与されている。ウィーン動物・植物学会（Zoologisch-Botanische Gesellschaft）およびドイツ生物学会（Verbandes Deutscher Biologen）名誉会員。1961年にドイツ民主共和国地質学会のセルゲ・フォン・ブブノフメダル（Serge-von-Bubnoff-Medaille）を、1962年には一等功労十字章を、1978年にはバーデン＝ヴュルテンベルク州功労勲章を受けた。

## 主な功績

### テローム説
1930年、植物の葉の起源に関する仮説であるテローム説（テロム説、独: Telomtheorie、英: telome theory）を提唱した。これは二又分枝を行うリニア属のような多胞子嚢植物の軸を形而上学的な形態の一単位として「テローム telome」および「メソム mesome」と名付け、その変形との組み合わせで植物の形態進化を説明しようとしたものである。
テローム説の包括性から、古植物学者や形態学者からは賛否両論の批評を受けた。しかし1965年にツィンマーマンは自説を擁護し、多くの反論を否定している。テローム説は全ての実例に対応できる普遍性を備えており、これほど十分に維管束植物の多様性を説明しうる説はほかにないとしている。

### 植物分類体系
1966年には、アーサー・クロンキストおよびアルメン・タハタジャンとともに陸上植物の大分類についてまとめた分類体系に関する論文を発表した。

## 著作
- Zimmermann, Walter M. (1921). “Zur Geschichte und Zytologie von Volvox”. Jarbücher für wissenschaftl. Botanik 60 (2):  256-294.
- Zimmermann, Walter M. (1923). “Zytologische Untersuchungen an Sphacelaria fusca”. Zeitschrift für Botanik 15 (3):  113-1923.
- Zimmermann, Walter M. (1923). Neue einzellige Helgoländer Meeresalgen. 41.
- Zimmermann, Walter M. (1927). “Über Algenbestände aus der Tiefenzone des Bodensees”. Zeitschrift für Botanik 20:  1-35.
- Zimmermann, Walter M. (1930). “Neue wenig bekannte Kleinalgen von Neapel”. Zeitschrift für Botanik 23:  419-442.
- Zimmermann, Walter M. (1930). Die Phylogenie der Pflanzen - Überblick über Taschen und Probleme. Jena: Verlag von Gustav Fischer. pp. 452
- Zimmermann, Walter M. (1931). “Arbeitsweise der botanischen Phylogenetik und anderer Gruppeierungswissenschaften”. Handb. biol. Arbeitsmeth. 9 (3):  941-1053.
- Zimmermann, Walter M. (1932). “Bemerkenswerte Rassen schwäbischer Pflanzen”. Jahresb. Ver. vaterl. Narutk. Wüttemb. 88:  20-36.
- Zimmermann, Walter M. (1934). “Genetische Untersuchungen an Pulsatilla”. Flora 129 (2):  158-234.
- Zimmermann, Walter M. (1937). “Strenge Objekt/Subject-Scheidung als Voraussetzung wissenschaftlicher Biologie”. Erkenntn. Ann. Philos 7 (7):  1-44.
- Zimmermann, Walter M. (1938). “Die Telomtheorie”. Der Biologe 7 (12):  385-390.
- Zimmermann, Walter M. (1949). Geschichte der Pflanzen. Stuttgart: Georg Thieme Verlag
- Zimmermann, Walter M. (1953). Evolution. Die Geschichte ihrer Probleme und Erkenntnisse (Orbis academicus Band II/3). München: Verlag Karl Alber, Freiburg. ISBN 3-495-44108-5
- Zimmermann, Walter (1959). Die Philogenie der Pflanzen -Ein Überblick über Tatsachen und Probleme (2. völlig neu bearbeitete Auflage ed.). Stuttgart: Gustav Fischer Verlag
- Zimmermann, Walter M. (1965). Die Telomtheorie. Stuttgart: G. Fischer. pp. 236. OCLC 641528370
- Cronquist, Arthur; Takhtajan, Armen; Zimmermann, Walter (1966-4). “On the Higher Taxa of Embryobionta”. Taxon 15 (4):  129-134.
- Zimmermann, Walter M. (1969-2-13). Evolution und Naturphilosophie. Duncker & Humblot Gmbh. ISBN 978-3428022816
- Zimmermann, Walter M. (1969). Geschichte der Pflanzen. eine Ūbersicht. 2. Stuttgart: Georg Thieme Verlag. pp. 177. ASIN B00908T8BA
- Zimmermann, Walter M. (1976). Evolución vegetal

## 献名
以下の分類群に献名された。
- Zimmermannioxylon K.U.Leistikow (1962)

また、以下の学名は別のツィンマーマンに献名された可能性がある。
- Zimmermannia W.Gothan & F.Zimmermann (1932) - Ernst H. Zimmermann (1860 - X)
- Zimmermannitheca W.Remy & R.Remy (1959) - Franz Zimmermann（20世紀の植物学者）